# Abzeichen für gute Arbeit im Kompaßwettbewerb
Das Abzeichen für gute Arbeit im Kompaßwettbewerb der FDJ war in der Deutschen Demokratischen Republik (DDR) eine nichtstaatliche Auszeichnung der Freien Deutschen Jugend (FDJ), welche 1960 gestiftet wurde. Die Verleihung erfolgte nach Auswertung des Kompaßwettbewerbs, welche der Stärkung der DDR diente und an verdiente Angehörige der FDJ in diesem Zusammenhang verliehen wurde. 

## Aussehen
Das 24 mm hohe Abzeichen zeigt einen stilisierten Kompass, auf dessen Nadel 1960 zu lesen ist. Statt der Gradeinteilung ist die Umschrift: FÜR GUTE ARBEIT (oben) und IM KOMPASSWETTBEWERB DER FDJ zu lesen. Hinter dem Kompass ist der Teil einer blau emaillierten Fahne der FDJ zu sehen und unter ihm ein halbkreisförmiger doppelter Eichenlaubzweig, der bis zur Fahne hinaufreicht.